# The Ballad Hits
The Ballad Hits è una raccolta dei Roxette con 15 brani, tra cui 2 inediti A Thing About You e Breathe,  pubblicata verso la fine del 2002, sotto etichetta Capitol.
Seguirà nella prima metà del 2003 una seconda parte, The Pop Hits.

## Tracce

### Disco 1 (Versione Standard)
1. A Thing About You - 3:49 (Per Gessle)
2. It Must Have Been Love - 4:19 (Per Gessle)
3. Listen to Your Heart - 5:14 (Persson; Per Gessle)
4. Fading Like a Flower - 3:53 (Per Gessle)
5. Spending My Time - 4:36 (Mats Persson; Per Gessle)
6. Queen of Rain - 4:57 (M. P. Persson; Per Gessle)
7. Almost Unreal - 4:00 (Per Gessle)
8. Crash! Boom! Bang! - 4:26 (Per Gessle)
9. Vulnerable - 4:29 (Per Gessle)
10. You Don't Understand Me - 4:28 (Desmond Child; Per Gessle)
11. Wish I Could Fly - 4:40 (Per Gessle)
12. Anyone - 4:32 (Per Gessle)
13. Salvation - 4:38 (Per Gessle)
14. Milk and Toast and Honey - 4:03 (Per Gessle)
15. Breathe - 4:35 (Per Gessle)

- Edizione Standard con un solo CD

### Disco 2 (Bonus EP)
1. The Weight Of The World - 2:52
2. It Hurts - 3:54
3. See Me - 3:48
4. Every Day - 3:24

- Edizione Limitata con un secondo CD